# Palbociclib
Palbociclib (nome commerciale Ibrance), è un farmaco sviluppato da Pfizer per il trattamento del cancro al seno HR-positivo e HER2-negativo. È un inibitore selettivo delle chinasi ciclina-dipendenti CDK4 e CDK6. Palbociclib è stato il primo inibitore CDK4 / 6 ad essere approvato come terapia antitumorale.